# Belle Plaine (Kansas)
Belle Plaine es una ciudad ubicada en el condado de Sumner en el estado estadounidense de Kansas. En el año 2010 tenía una población de 1681 habitantes y una densidad poblacional de 800,48  personas por km².

## Geografía
Belle Plaine se encuentra ubicada en las coordenadas 37°23′39″N 97°16′45″O / 37.394214, -97.279076 (37.394214, -97.279076)..

## Demografía
Según la Oficina del Censo en 2000 los ingresos medios por hogar en la localidad eran de $38,125 y los ingresos medios por familia eran $47,422. Los hombres tenían unos ingresos medios de $34,821 frente a los $22,778 para las mujeres. La renta per cápita para la localidad era de $16,414. Alrededor del 9.2% de la población estaban por debajo del umbral de pobreza.